# Rubert Quijada
Rubert José Quijada Fasciana (Maturín, Monagas, Venezuela; 19 de febrero de 1989) es un exfutbolista venezolano que jugaba como defensa y su último club fue el Caracas Fútbol Club de la Primera División de Venezuela.

## Trayectoria
Jugó en la temporada 2008-2009 con el equipo marabino, Zulia Fútbol Club donde solo disputó 2 partidos. Llegó al Unión Atlético Piar de la Segunda División de Venezuela, ahí fue un gran paso para que el entrenador Alí Cañas se contactara con el defensa monaguense. 
Para la temporada 2010-2011 llegó al Monagas SC. En su primera temporada disputó 21 partidos de titular, en total 1890 minutos, marcándole un gol al Deportivo Anzoátegui el 17 de abril de 2011, en la cual fue su primer gol como profesional. En la siguiente temporada, empezó a jugar de lateral izquierdo, por 2 razones, César Farías le pedía que sumara más experiencia en aquella posición y la ausencia de un jugador en ese puesto. Disputó 34 partidos, todos de titular y al final fue nombrado capitán del equipo, acción que le sorprendió, debido a que a tan corta edad había otros jugadores más experimentados como Edder Farías y Pedro Boada. En su última temporada con el equipo azulgrana quedó en la decimoprimera posición, clasificándose así a la Copa Sudamericana 2012 mediante la Serie pre-Sudamericana, lo que fue un sueño cumplido para él, ya que desde pequeño quería disputar un torneo internacional. 

### Caracas FC
El 11 de junio de 2012 firma con el Caracas Fútbol Club por 3 años. A pesar de que el Monagas le había dado una oferta tentadora para seguir en el equipo, Rubert, decidió pasar al conjunto capitalino, ya que podía ser el primer paso para llegar al exterior. Desde que llegó ha disputado todos sus partidos de lateral izquierdo, tras la ida de Gabriel Cichero. El 21 de julio de 2012 debuta con el equipo en partido de pretemporada ante su exequipo, el Monagas SC en el Monumental de Maturín, perdiendo 1-0. Debutó en partido oficial contra el Zamora Fútbol Club el 12 de agosto en el Estadio Olímpico de la UCV con resultado favorable de 1-0. El 2 de septiembre marca su primer gol con el equipo rojo, contra su primer equipo, el Zulia Fútbol Club en el Pachencho Romero después de cabecear un córner. En su primer semestre jugó 16 partidos, anotó 1 gol y salió amonestado 3 veces. Luego 3 temporadas con mucha continuidad y protagonismo, a mediados del 2015 firmó por 2 años y medio más de contrato.
Luego de buenas temporadas con el Caracas, fue enviado a préstamo por una temporada al Al-Gharafa S.C de Catar. Jugó al lado del holandés Wesley Sneijder.

### Alianza Lima
Luego de ser considerado como el mejor jugador de la liga venezolana. En enero de 2020 ficha por el Alianza Lima de Perú, la operación se dio a préstamo por una temporada. Pese a que fue titular indiscutible e inició siendo uno de los mejores del plantel limeño, Quijada fue bajando paulatinamente su nivel y terminó siendo parte del plantel que no pudo disputar de manera satisfactoria esa temporada. Para el año 2021, el jugador plasmó su interés de continuar en el equipo y ampliar su vínculo con ellos debido a que sentía que tenía una deuda por su discreta campaña. Sin embargo, Quijada no estuvo en los planes del nuevo DT Carlos Bustos y por ello, no se le renovó contrato.

## Selección nacional
Debuta con la Selección Venezolana de Fútbol el 25 de enero de 2012 contra México disputando los 90 minutos en la cual salió derrotado por 3-1, Rubert Quijada dio una buena primera impresión a los aficionados y al entrenador César Farías. El 29 de febrero del mismo año, juega contra la Selección de España en La Rosaleda, Málaga, disputó 75 minutos pero toda la selección vinotinto dio un bajo nivel, donde Quijada no fue la excepción. Fue convocado para la doble fecha de las Eliminatorias para Brasil 2014, pero no jugó.

## Características como jugador
En sus principios empezó jugando como defensa central, donde disputaba buenos partidos, tiene buen posicionamiento, tranquilidad, buen salto y juego con los pies, de lateral izquierdo tiene ausencia de juego ofensivo y ha recibido críticas jugando en esa posición. El futbolista zurdo ha venido de menos a más, de empezar en Segunda División hasta jugar con la selección nacional con solo 23 años.

## Clubes
| Club            | País      | Año         | Partidos | Goles |
| --------------- | --------- | ----------- | -------- | ----- |
| Zulia           | Venezuela | 2008 - 2009 | 2        | 0     |
| Atlético Piar   | Venezuela | 2009 - 2010 | 0        | 0     |
| Monagas         | Venezuela | 2010 - 2012 | 55       | 1     |
| Caracas F. C.   | Venezuela | 2012 - 2017 | 184      | 21    |
| Al-Gharafa      | Catar     | 2017 - 2018 | 28       | 2     |
| Caracas F. C.   | Venezuela | 2018 - 2019 | 60       | 5     |
| Alianza Lima    | Perú      | 2020        | 24       | 0     |
| Águilas Doradas | Colombia  | 2021        | 3        | 0     |
| Caracas F. C.   | Venezuela | 2022- 2024  | 67       | 6     |

## Estadísticas
- Actualizado al 4 de enero de 2025.

| Zulia · Venezuela | 1.ª           | 2009-10       | 2   | 0  | - | - | -  | - | 2   | 0  |
| Zulia · Venezuela | Total club    | Total club    | 2   | 0  | 0 | 0 | 0  | 0 | 2   | 0  |
| Monagas S. C. · Venezuela | 1.ª           | 2010-11       | 16  | 1  | - | - | -  | - | 16  | 1  |
| Monagas S. C. · Venezuela | 1.ª           | 2011-12       | 27  | 0  | - | - | -  | - | 27  | 0  |
| Monagas S. C. · Venezuela | Total club    | Total club    | 43  | 1  | 0 | 0 | 0  | 0 | 43  | 1  |
| Caracas F. C. · Venezuela | 1.ª           | 2012-13       | 31  | 2  | - | - | 5  | 0 | 36  | 2  |
| Caracas F. C. · Venezuela | 1.ª           | 2013-14       | 28  | 6  | - | - | 2  | 0 | 30  | 6  |
| Caracas F. C. · Venezuela | 1.ª           | 2014-15       | 28  | 2  | - | - | 3  | 1 | 31  | 3  |
| Caracas F. C. · Venezuela | 1.ª           | 2015          | 17  | 1  | 4 | 1 | -  | - | 21  | 2  |
| Caracas F. C. · Venezuela | 1.ª           | 2016          | 41  | 4  | - | - | 2  | 1 | 43  | 5  |
| Caracas F. C. · Venezuela | 1.ª           | 2017          | 21  | 2  | - | - | 2  | 1 | 23  | 3  |
| Caracas F. C. · Venezuela | Total club    | Total club    | 166 | 17 | 4 | 1 | 14 | 3 | 184 | 21 |
| Al-Gharafa Catar | 1.ª           | 2017-18       | 20  | 1  | 1 | 0 | 5  | 1 | 26  | 2  |
| Al-Gharafa Catar | Total club    | Total club    | 20  | 1  | 1 | 0 | 5  | 1 | 26  | 2  |
| Caracas F. C. · Venezuela | 1.ª           | 2018          | 17  | 3  | - | - | 4  | 0 | 21  | 3  |
| Caracas F. C. · Venezuela | 1.ª           | 2019          | 34  | 2  | 2 | 0 | 3  | 0 | 39  | 2  |
| Caracas F. C. · Venezuela | Total club    | Total club    | 51  | 5  | 2 | 1 | 7  | 0 | 60  | 5  |
| Alianza Lima · Perú | 1.ª           | 2020          | 18  | 0  | - | - | 5  | 0 | 23  | 0  |
| Alianza Lima · Perú | Total club    | Total club    | 18  | 0  | 0 | 0 | 5  | 0 | 23  | 0  |
| Águilas Doradas · Colombia | 1.ª           | 2021          | 3   | 0  | - | - | -  | - | 3   | 0  |
| Águilas Doradas · Colombia | Total club    | Total club    | 3   | 0  | 0 | 0 | 0  | 0 | 3   | 0  |
| Caracas F. C. · Venezuela | 1.ª           | 2022          | 28  | 1  | - | - | 4  | 0 | 32  | 1  |
| Caracas F. C. · Venezuela | 1.ª           | 2023          | 26  | 4  | - | - | 1  | 0 | 27  | 4  |
| Caracas F. C. · Venezuela | 1.ª           | 2024          | 20  | 1  | 2 | 0 | 4  | 0 | 26  | 1  |
| Caracas F. C. · Venezuela | Total club    | Total club    | 74  | 6  | 2 | 0 | 9  | 0 | 85  | 6  |
| Total carrera | Total carrera | Total carrera | 377 | 30 | 9 | 2 | 40 | 2 | 426 | 34 |
| (1) Incluye datos de la Copa Venezuela y Copa del Emir de Catar. (2) Incluye datos de la Copa Libertadores y Copa Sudamericana |               |               |     |    |   |   |    |   |     |    |

### Selección
| Mayores · Venezuela                                                    | 2012                      | 2 | 0 | — | — | — | — | 2 | 0 |
| Mayores · Venezuela                                                    | Total                     | 2 | 0 | 0 | 0 | 0 | 0 | 2 | 0 |
| Mayores · Venezuela                                                    | 2017                      | 2 | 0 | 3 | 0 | — | — | 5 | 0 |
| Mayores · Venezuela                                                    | Total                     | 2 | 0 | 3 | 0 | 0 | 0 | 5 | 0 |
| Total Selección Venezuela                                              | Total Selección Venezuela | 4 | 0 | 3 | 0 | 0 | 0 | 7 | 0 |
| (1) Incluye los partidos del Copa América y Eliminatorias Mundialistas |                           |   |   |   |   |   |   |   |   |

## Palmarés

### Torneo Nacionales
| Título                         | Club                   | País      | Año  |
| ------------------------------ | ---------------------- | --------- | ---- |
| Copa Venezuela                 | Caracas F.C.           | Venezuela | 2013 |
| Copa de las Estrellas de Catar | Al-Gharafa Sports Club | Catar     | 2018 |
| Torneo Clausura                | Caracas F.C.           | Venezuela | 2019 |
| Primera División               | Caracas F.C.           | Venezuela | 2019 |